# NGC 3280A
NGC 3280A في الفهرس العام الجديد، هي مجرة، تقع في كوكبة الشجاع. اكتشفت في 1880.

## روابط خارجية
- NGC 3280A على موقع ويكي سكاي: DSS2, SDSS, GALEX, IRAS, Hydrogen α, X-Ray, Astrophoto, Sky Map, Articles and images